# Jane H. Hill
Frances Jane Hassler Hill (Berkeley, 27 de outubro de 1939 – Tucson, 2 de novembro de 2018) foi uma linguista e antropóloga estadunidense conhecida por seus trabalhos sobre línguas uto-astecas sob as perspectivas da sociolinguística e da linguística antropológica. Foi presidente da Sociedade Antropológica Americana de 1997 a 1999.